# Jorlian Sánchez
Jorlian Abdiel Sánchez (Colón, Panamá, 17 de marzo de 1996) es un futbolista panameño. Juega como delantero. Actualmente milita en el Club Deportivo Plaza Amador  de la Primera División de Panamá. Fue internacional con la Selección de Panamá.

## Trayectoria

### Sporting San Miguelito
Nacido en la ciudad de Colón, Sánchez formó parte y se graduó de la selección juvenil del Sporting San Miguelito (equipo de la capital del país) e hizo su debut como jugador profesional el 14 de enero de 2017 en la derrota 0 a 3 contra el Tauro FC en el Estadio Luis Ernesto Cascarita Tapia en donde fue suplente y entró al minuto 73 por Alexis Palacios. En la LPF Clausura 2017 jugó 17 partidos y anotó 9 goles en donde quedaron en la octava posición. En la LPF Apertura 2017 solo jugó 2 partidos porque ya pertenecía a otro club en donde el equipo quedó nuevamente en la octava posición.

### Leones Negros de la UdeG
El 16 de agosto de 2017 fue anunciado como nuevo jugador de los Leones Negros de la UdeG. Debutó con el club en un partido de la Copa MX en la derrota 4 a 0 contra el Deportivo Toluca en el Estadio Nemesio Díez en donde fue suplente y entró al minuto 67 por Emmanuel Ayala. En la Copa México Apertura 2017 jugó 3 partidos y anotó 1 gol en donde fueron eliminados en los octavos de final 4 a 3 en las tandas de los penales en donde quedó un marcador de 2 a 2 en los tiempos extras contra el Club de Fútbol Monterrey en el Estadio BBVA en donde fue suplente, entró al minuto 61 por Adrián Villalobos Orozco y salió al minuto 88. En el Torneo Apertura 2017 Liga de Ascenso jugó 6 partidos y anotó 1 gol en donde quedaron en la decimocuarta posición en la tabla general. Fue subcampeón del Torneo Clausura 2018 Liga de Ascenso en donde perdieron la final en un marcador global de 2 a 3 contra el Cafetaleros de Tapachula en donde jugó en los 2 partidos, en dicho torneo jugó 19 partidos y anotó 1 gol. En el Torneo Apertura 2018 Liga de Ascenso jugó 12 partidos y anotó 6 goles en donde fueron eliminados en los cuartos de final en donde quedaron empate en un marcador global de 2 a 2 contra el Fútbol Club Juárez en dónde paso el Juárez por tener mejor posición en la tabla general en donde no estuvo convocado. En la Copa México Clausura 2019 jugó 2 partidos en donde quedaron eliminados en la fase de grupos en donde quedaron en la última posición de grupo 9. En el Torneo Clausura 2019 Liga de Ascenso jugó 13 partidos y anotó 5 goles quedando en la décima posición de la tabla general quedándose a unos pasos de clasificarse a los cuartos de final de la liguilla. En la Copa México 2019-20 jugó 3 partidos en donde quedaron eliminados en la fase de grupos en donde quedaron en la última posición de grupo 2. En el Torneo Apertura 2019 Liga de Ascenso jugó 15 partidos y anotó 3 goles en donde fueron eliminados en los cuartos de final en donde perdieron en un marcador global de 0 a 5 contra el Club Atlético Zacatepec en donde jugó en los 2 partidos. En el Torneo Clausura 2020 Liga de Ascenso solo jugó 5 partidos y anotó un gol porque torneo el se suspendió por el COVID 19.

### Sporting SM
El 3 de febrero de 2021 fue anunciado su cesión al Sporting San Miguelito siendo esta su segunda etapa con el club. Disputó su primer partido después de su regreso el 21 de febrero de 2021 en el empate 0 a 0 contra el Alianza FC en el Estadio Javier Cruz en donde fue titular y jugó hasta el minuto 62. En el Torneo Apertura 2021 jugó 6 partidos y anotó 2 goles en donde fueron eliminados en las semifinales en donde perdieron 2 a 1 contra el CD Plaza Amador en donde no estuvo convocado.

### Leones Negros de la UdeG
El 30 de junio de 2021 fue anunciado su regreso al Leones Negros de la UdeG siendo su segunda etapa con el club. Disputó su primer partido con el equipo el 28 de julio de 2021 en la derrota 3 a 2 contra el Tampico Madero Fútbol Club en el Estadio Tamaulipas en donde fue suplente y entroo al minuto 73 por Edson Jaramillo. En el Torneo Apertura 2021 Liga de Expansión jugó 6 partidos en donde fueron eliminados en los cuartos de final en un marcador global 3 a 1 contra el Celaya Fútbol Club en donde jugó en 1 partido. En el Torneo Clausura 2022 Liga de Expansión jugó 17 partidos y anotó 2 goles en donde fueron eliminados nuevamente en los cuartos de final en un marcador global de 1 a 4 esta vez contra el Atlante Fútbol Club en donde jugó en 1 partido.

### Sporting SM
El 10 de junio de 2022 fue anunciado como nuevo jugador del Sporting SM siendo esta su tercera etapa con el club. Disputó su primer partido después de su regreso el 22 de julio de 2022 en la derrota 0 a 1 contra el Alianza FC en el Estadio Los Andes en donde fue suplente y entró al minuto 76 por Edgar Aparicio. En el Torneo Clausura 2022 jugó 17 partidos y anotó 9 goles en donde fueron eliminados en las semifinales en donde perdieron en un marcador global de 2 a 1 contra el CA Independiente en donde jugó en los 2 partidos y anotó 1 gol en el partido de vuelta. En el Torneo Apertura 2023 jugó 2 partidos y anotó 1 gol en donde el equipo fue eliminado en las semifinales en un marcador global de 2 a 4 contra el Tauro FC en donde no estuvo convocado por el 23 de enero de 2023 fue anunciado su cesión a un nuevo club.

### Comunicaciones FC
El 23 de enero de 2023 fue anunciado su cesión al Comunicaciones FC. Debutó con el club el 29 de enero de 2023 en la victoria 1 a 2 contra el Deportivo Malacateco en el Estadio Santa Lucía en donde fue suplente y entró al minuto 64 por Diego Barreto. En la Torneo Clausura 2023 jugó 24 partidos y anotó 2 goles en donde fueron eliminados en las semifinales en donde perdieron 2 a 3 en la tanda de los penales después de un marcador global de 1 a 1 contra el Antigua GFC en donde jugó en los 2 partidos.

### Sporting SM
El 30 de junio de 2023 fue anunciado su regreso al Sporting SM siendo esta su cuarta etapa con el club. Disputó su primer partido después de su regreso el 21 de julio de 2023 en la victoria 3 a 0 contra el Tauro FC en el Estadio Los Andes en donde fue titular, anotó el primer gol del equipo al minuto 49 y jugó hasta el minuto 69. En el Torneo Clausura 2023 jugó 17 partidos y anotó 4 goles en donde fueron eliminados en las semifinales en donde perdieron en un marcador global de 4 a 3 contra el CA Independiente en donde jugó en los 2 partidos. En el Torneo Apertura 2024 jugó 9 partidos y anotó 3 goles en quedaron en la quinta posición de la conferencia este. El 1 de abril de 2024 fue anunciado su baja del club por incumplir una cláusula de su contrato.

### CD Plaza Amador
El 13 de julio de 2024 fue anunciado como nuevo jugador del CD Plaza Amador.

## Selección nacional

### Selección absoluta
Hizo su debut el 16 de noviembre de 2018 en la derrota 1-0 de su selección contra la Selección de Honduras, en un partido amistoso en el Estadio Tiburcio Carías Andino de Tegucigalpa en donde fue titular y jugó hasta el minuto 60. Volvió a la selección de Panamá, luego del llamado del argentino Américo Gallego, para el partido de la Liga de Naciones de la Concacaf 2019-20 contra la Selección de México el 15 de noviembre de 2019 en el Estadio Azteca. En dicha liga estuvo en la banca en 1 partido en donde quedaron eliminados en la fase de grupos en donde quedaron en la segunda posición clasificándose a la copa oro.

### Participaciones en selección nacional
| Copa                     | Sede     | Resultado      | Partidos | Goles |
| ------------------------ | -------- | -------------- | -------- | ----- |
| Liga de Naciones 2019-20 | Concacaf | Fase de grupos | 0        | 0     |
| Total                    | Total    | Total          | 0        | 0     |

## Clubes
| Club                       | País      | Año       | Partidos | Goles |
| -------------------------- | --------- | --------- | -------- | ----- |
| Sporting SM                | Panamá    | 2017      | 20       | 9     |
| Leones Negros              | México    | 2018-2022 | 101      | 20    |
| Sporting SM (cedido)       | Panamá    | 2021      | 6        | 2     |
| Sporting SM                | Panamá    | 2022      | 45       | 12    |
| Comunicaciones FC (cedido) | Guatemala | 2023      | 24       | 2     |
| Sporting SM                | Panamá    | 2023-2024 | 28       | 8     |
| CD Plaza Amador            | Panamá    | 2024-act. | 7        | 2     |